# Xénoitas
Xénoitas (en grec ancien Ξενoιτας / Xénoitas), mort en 221 av. J.-C., est un stratège d'origine achéenne au service du roi séleucide Antiochos III. 
Au début du règne d'Antiochos III, il est envoyé par Hermias, l'influent ministre, combattre Molon, le gouverneur rebelle. Cette distinction inhabituelle pour un Grec semble l'avoir grandement exalté. Il se conduit avec arrogance envers ses amis et montre de la présomption et de l'imprudence dans la conduite des opérations militaires. Il parvient à franchir le Tigre, mais tombe dans le piège tendu par Molon, qui feint de battre en retraite pour revenir soudainement sur ses pas, alors que la plus grande partie de ses forces est plongée dans le sommeil après une nuit de beuverie. Xénoitas est tué tandis que son armée est taillée en pièces.

## Sources antiques
- Polybe, Histoires [détail des éditions] [lire en ligne], V, 45-48.